# 1834 Palach
1834 Palach è un asteroide della fascia principale. Scoperto nel 1969, presenta un'orbita caratterizzata da un semiasse maggiore pari a 3,0252987 UA e da un'eccentricità di 0,0698271, inclinata di 9,43528° rispetto all'eclittica.
Dal 20 dicembre 1983, quando 1787 Chiny ricevette la denominazione ufficiale, al 25 agosto 1991 è stato l'asteroide non denominato con il più basso numero ordinale. Dopo la sua denominazione, il primato è passato a (1970) 1954 ER.
L'asteroide è dedicato al patriota cecoslovacco Jan Palach.